# 迭戈·德门多萨
迭戈·德门多萨 (Diego de Mendoza，1549 – 1562)是特拉特洛尔科的特拉托阿尼。

## 姓名
他的名字来自西班牙语中Yaʻăqōbh(Jacob)的写法。Mendoza意为冷山。

## 人物
他是特拉特洛尔科殖民地时代的统治者，Zayoltzin之子。 他于1562年12月20日去世。
他的后任者是特拉特洛尔科的最后一位统治者奥基斯特辛。